# Den dag
Den dag er en dansk kortfilm fra 2014 instrueret af Terese Hartmann.

## Handling
En kvinde og en mand har dannet par i et stykke tid, men denne morgen er særlig. Kvinden er gravid. Hun fortæller det til manden, men han reagerer ikke som forventet. Han er afvisende over for hende, og hun spørger ham, om han overhovedet vil have barnet. Uden at svare tager han afsted på arbejde. På vejen møder han børn i alle aldre. Størstedelen er både irriterende, højtråbende og krævende. Ved busstoppestedet møder manden en ældre mand, der begynder at tale til ham. Manden interesserer sig ikke for, hvad den ældre mand siger, men da emnet falder på børn, begynder han at lytte. Den ældre mand taler om det gode og dårlige ved børn, og hans ord får stor betydning for den yngre mands fremtid.